# Màn chiếu
Màn chiếu (tiếng Anh: Projection screen) là một thiết bị dùng để hiển thị hình ảnh phát ra từ máy chiếu. Màn chiếu được làm bằng vải và được sơn lớp phản quang giúp tăng khả năng hiển thị hình ảnh lên 2-3 lần.
Màn chiếu được chia làm nhiều loại
Dựa vào kích cỡ màn chiếu được phân làm: màn chiếu 100inch, 120inch, 150inch, 200inch, 300inch...
Dựa vào chức năng màn chiếu có thẻ được phân làm: màn chiếu xem phim, màn chiếu dữ liệu data...
Màn chiếu cũng có thể được chia thành, màn chiếu 3 chân di động, màn chiếu kéo tay, màn chiếu điều khiển điện
Các hãng sản xuất màn chiếu trên thế giới gồm có: Elite Screens, Granview, Dalite, Apolo,...